# Józef Dańda
Józef Dańda (ur. 13 kwietnia 1895 w Michałkowicach, zm. 1 kwietnia 1974 w Katowicach) – polski artysta fotograf, działacz społeczny, krajoznawca, organizator życia kulturalnego. Członek Fotoklubu Polskiej Young Men's Christian Association w Krakowie. Członek założyciel i prezes Zarządu Śląskiego Towarzystwa Miłośników Fotografii.

## Życiorys
Józef Dańda był związany z katowickim środowiskiem fotograficznym – większą część życia spędził w Katowicach, w których mieszkał, pracował i tworzył oraz aktywnie uczestniczył w życiu społecznym i kulturalnym miasta. W 1909 roku ukończył 5. letnią szkołę ludową oraz w 1914 – dwuletnią Uzupełniającą Polską Szkołę Przemysłową w Michałkowicach. W latach 1914–1917 służył w armii austriackiej, od 1917 roku pracował w kopalni węgla kamiennego Michał w Michałkowicach. Od 1919 roku mieszkał w Polsce, w Sierczy. W tym samym roku, na krótko podjął pracę w kopalni soli w Wieliczce. Od 1919 roku do 1923 był zatrudniony w Warsztatach Elektromechanicznych Krakowskiej Dyrekcji Kolei Państwowych. W 1922 rok przeprowadził się do Mysłowic, następnie zamieszkał w Katowicach, 
Józef Dańda był aktywnym działaczem społecznym – był członkiem m.in. Polskiego Towarzystwa Przyrodników im. Mikołaja Kopernika, Polskiego Towarzystwa Tatrzańskiego, Ligi Ochrony Przyrody, członkiem Komitetu Ścisłego w Związku Ochrony Kresów Zachodnich, członkiem Związku Wygnańców Plebiscytowych spod Zaboru Czeskiego. W 1928 roku był współzałożycielem oraz prezesem Zarządu Katowickiego Kolejowego Koła Krajoznawczego, funkcjonującego przy Polskim Towarzystwie Przyrodników. 
W twórczości fotograficznej Józefa Dańdy szczególne miejsce zajmowała fotografia architektury, fotografia krajobrazowa i krajoznawcza, jak również fotografia kwiatów i ziół. Jego zdjęcia były często publikowane na kartkach pocztowych, w folderach turystycznych oraz były wykorzystywane na potrzeby Wydziału Oświecenia Publicznego Śląskiego Urzędu Wojewódzkiego, Muzeum Śląskiego oraz Urzędu Wojewódzkiego w Krakowie. Józef Dańda w ramach członkostwa w  Fotoklubie Polskiej Young Men's Christian Assotiation (międzynarodowej organizacji założonej w 1844 roku) – w 1939 roku był pomysłodawcą, inicjatorem i współtwórcą projektu fotograficznego Teki Krakowa – dokumentacji fotograficznej miasta, dla potrzeb którego udostępniał swoje fotografie.   
Józef Dańda jest autorem i współautorem wielu wystaw fotograficznych; indywidualnych, zbiorowych, poplenerowych oraz pokonkursowych, na których otrzymał wiele nagród, wyróżnień, dyplomów, listów gratulacyjnych. Pierwsze artystyczne sukcesy fotograficzne odnosił już w 1938 roku. W 1945 roku był współzałożycielem reaktywowanego Śląskiego Towarzystwa Fotograficznego oraz jego pierwszym prezesem i twórcą Sekcji Fotografii Naukowej i Wydawniczej przy ŚTF. Jest autorem dokumentacji fotograficznej licznych kresowych miast, miasteczek i miejscowości. Po 1945 roku sporządzał dokumentację zniszczeń wojennych (m.in.) Warszawy oraz miast śląskich. Od 1946 roku jako fotograf – współpracował z  Komisją Dokumentacyjną Ziem Zachodnich przy Polskim Związku Zachodnim, sporządzał dokumentację fotograficzną poniemieckich ziem zachodnich.  
W latach 1948–1953 był członkiem zwyczajnym Stowarzyszenia Autorów ZAiKS. W latach 1948–1949 był wykładowcą fotografii oraz twórcą pracowni fotograficznej w Akademii Sztuk Pięknych w Katowicach – filli ASP w Krakowie. Fotografie Józefa Dańdy (archiwum ok. 30 tysięcy negatywów) rozproszone – częściowo znajdują się w zbiorach Muzeum Górnośląskiego, Muzeum Historii Katowic, Archiwum Dokumentacji Mechanicznej w Warszawie, Biblioteki Śląskiej w Katowicach, Muzeum Historii Fotografii im. Walerego Rzewuskiego w Krakowie, Muzeum im. Jana Kasprowicza w Zakopanem, Muzeum Etnograficznego w Krakowie.  
Józef Dańda zmarł 1 kwietnia 1974 w wieku 79 lat w Katowicach, pochowany na cmentarzu parafialnym w Wieliczce.